# Окіп (Сумський район)
Окі́п —  село в Україні, у Краснопільській селищній громаді Сумського району Сумської області. Населення становить 36 осіб. До 2016 орган місцевого самоврядування — Угроїдська селищна рада.

## Географія
Село Окіп розташоване на відстані 0.5 км від селища Угроїди.
По селу тече струмок (Балка Окіп), що пересихає із загатою.

## Історія
- Село постраждало внаслідок геноциду українського народу, проведеного урядом СССР 1923-1933 та 1946-1947 роках.
- 12 червня 2020 року, відповідно до розпорядження Кабінету Міністрів України № 723-р «Про визначення адміністративних центрів та затвердження територій територіальних громад Сумської області», село увійшло до складу Краснопільської селищної громади[1].
- 19 липня 2020 року, в результаті адміністративно-територіальної реформи та ліквідації Краснопільського району, увійшло до складу новоутвореного Сумського району[2].

#### Російське вторгнення в Україну (з 2022)
- 26 серпня 2024 року російські загарбники продовжували обстрілювати прикордонні території Сумської області. Зокрема в селі зафіксовано 1 вибух, ймовірно ФПВ-дрон[3].